# Жирмунский, Алексей Викторович
Алексе́й Ви́кторович Жирму́нский (15 октября 1921, Петроград — 20 октября 2000, Владивосток) — советский и российский учёный, биолог, академик Академии наук СССР (1987).

## Биография
Родился в 1921 году в Петрограде. Отец — Виктор Максимович Жирмунский, лингвист, академик АН СССР. Мать — Татьяна Николаевна Жирмунская, художница, член Союза художников СССР. Дед Мендель Шевахович Жирмунский — врач-отоларинголог, другой дед Николай Николаевич Яковлев — геолог, член-корреспондент АН СССР.
В 1939 году окончил Вторую Санкт-Петербургскую гимназию. В том же году поступил в Ленинградский государственный университет, но в октябре 1939 года был призван в армию. Служил в 16-м зенитно-артиллерийском полку противовоздушной обороны. Войну окончил в должности командира зенитного взвода.
В 1950 году окончил Ленинградский государственный университет. Работал в новоучреждённом Институте цитологии АН СССР. В 1966 году по поручению Президиума АН СССР Жирмунский совместно с другими начал подготовку к созданию Института биологии моря ДВО АН СССР, который был открыт в 1970 году. С 1970 по 1988 годы руководил Институтом биологии моря ДВО АН СССР. 28 ноября 1972 года был избран членом-корреспондентом АН СССР. С 1975 по 1987 годы Жирмунский был главным редактором научного журнала «Биология моря», созданным по его инициативе. 23 декабря 1987 года был избран академиком АН СССР.
По инициативе Жирмунского были созданы Дальневосточный морской заповедник и Малая академия морской биологии.

## Награды, премии и почётные звания[1]
- Орден Почёта (21 июля 1997 года) — за заслуги перед государством, многолетний добросовестный труд и большой вклад в укрепление дружбы и сотрудничества между народами[5];
- Орден Отечественной войны 2-й степени;
- Два ордена Трудового Красного Знамени;
- Орден «Знак Почёта»;
- Медаль Жукова;
- Медаль «За победу над Германией»;
- Медаль «За оборону Кавказа»;
- Золотая медаль ВДНХ;
- В ознаменование 100-летия со дня рождения В. И. Ленина;
- Почётный директор института биологии моря ДВО АН СССР (с 1988).

## Память
Дальневосточным отделением РАН была учреждена премия имени А. В. Жирмунского, которая присуждается «за работы в области экологии».
В 2003 году выведен сорт махровой кремово-белой хризантемы «Академик Жирмунский» (род Chrysanthemum), распускающейся каждый год во второй половине октября.
20 сентября 2005 года Президиум РАН присвоил имя Жирмунского Институту биологии моря ДВО РАН (с 2016 года — Национальный научный центр морской биологии имени А. В. Жирмунского ДВО РАН.
В честь Жирмунского был назван описанный в 2011 году вид рыб — стихей Жирмунского (лат. Ernogrammus zhirmunskii), обитающий в Японском море.
В 2023 году под авторством вдовы Н. К. Христофоровой к 100-летию со дня рождения ученого написана и издана книга «Академик Жирмунский и его институт» (ISBN 978-5-8044-1728-5).